# Eleições presidenciais portuguesas de 1911
As primeiras eleições presidenciais portuguesas decorreram em reunião da Assembleia Nacional Constituinte, de 24 de Agosto de 1911 (59.ª Sessão), tendo sido eleito, para um mandato de 4 anos, Manuel José de Arriaga Brum da Silveira e Peyrelongue.
Nos termos da Constituição Política da República Portuguesa de 1911 que então vigorava, tendo sido aprovada apenas três dias antes, a 21 de Agosto de 1911, pela Assembleia Nacional Constituinte, o Presidente da República era eleito através de sufrágio indirecto, requerendo pelo menos dois terços dos votos das duas Câmaras (Deputados e Senado) do Congresso da República reunidas em sessão conjunta. No entanto, esta primeira eleição foi levada a cabo pela própria Assembleia Nacional Constituinte, eleita a 1911, o Congresso somente vindo a ser fomado após as eleições de 1913.
A estas eleições concorreram, ambos pelo Partido Republicano Português, Manuel de Arriaga (com o apoio das fações mais moderadas lideradas por António José de Almeida e Brito Camacho, e que dariam origem ao Partido Evolucionista e ao Partido Unionista), e Bernardino Machado (apoiado pelo grupo liderado por Afonso Costa, que mais tarde daria origem ao Partido Democrático). Foram ainda candidatos, mas sem apoios significativos e sem obterem grande expressão no resultado eleitoral, Duarte Leite, Sebastião de Magalhães Lima, e Augusto Alves da Veiga.
Os resultados deram a vitória a Arriaga, que se tornou no primeiro Presidente da República Portuguesa eleito. O programa de Arriaga advogava a amnistia e conciliação nacional, respeito pela legalidade e ordem pública, revisão do núcleo duro da legislação do Governo Provisório, nomeadamente a Lei da Separação.
Durante o mandato de Manuel de Arriaga, o Partido Republicano Português desmembra-se e o Presidente procura conseguir um entendimento entre os principais dirigentes partidários, num clima conturbado de polémica e crescente crispação política, ao qual se vem ainda juntar o início da Primeira Grande Guerra. Goradas quaisquer tentativas de arbitrar os diferendos partidários, o Presidente vê-se obrigado a resignar após a revolta de 14 de Maio de 1915.

## Resultados
| Candidato       | Candidato                   | Partido                                                         | Votos | %               |
| --------------- | --------------------------- | --------------------------------------------------------------- | ----- | --------------- |
|                 | Manuel de Arriaga           | Partido Republicano Português (bloco evolucionista e unionista) | 121   | 55,76 / 100,00  |
|                 | Bernardino Machado          | Partido Republicano Português (bloco democrático)               | 86    | 39,63 / 100,00  |
|                 | Duarte Leite                | Independente                                                    | 4     | 1,84 / 100,00   |
|                 | Sebastião de Magalhães Lima | Independente                                                    | 1     | 0,46 / 100,00   |
|                 | Augusto Alves da Veiga      | Independente                                                    | 1     | 0,46 / 100,00   |
| Votos em Branco | Votos em Branco             | Votos em Branco                                                 | 4     | 1,85 / 100,00   |
| Total           | Total                       | Total                                                           | 217   | 100,00 / 100,00 |

Arquivo Histórico Parlamentar

### Gráfico
| Gráfico dos resultados      | Gráfico dos resultados      | Gráfico dos resultados | Gráfico dos resultados | Gráfico dos resultados |
| --------------------------- | --------------------------- | ---------------------- | ---------------------- | ---------------------- |
|                             |                             |                        |                        |                        |
| Manuel de Arriaga           | Manuel de Arriaga           |                        | 121                    | 121                    |
| Bernardino Machado          | Bernardino Machado          |                        | 86                     | 86                     |
| Duarte Leite                | Duarte Leite                |                        | 4                      | 4                      |
| Sebastião de Magalhães Lima | Sebastião de Magalhães Lima |                        | 1                      | 1                      |
| Augusto Alves da Veiga      | Augusto Alves da Veiga      |                        | 1                      | 1                      |